# West Greenwich (Rhode Island)
Pour les articles homonymes, voir Greenwich.
West Greenwich est une ville américaine (town) située dans le comté de Kent, dans l'État de Rhode Island.
La municipalité s'étend sur 51,27 milles carrés (132,79 km2), dont 50,26 milles carrés (130,17 km2) de terres. D'après le recensement de 2010, elle compte 8 188 habitants.
West Greenwich est séparée d'East Greenwich en 1741. Les deux villes sont nommées d'après la ville anglaise de Greenwich.